# Club Atlético Atlanta
Der Club Atlético Atlanta, meist nur kurz Atlanta genannt, ist ein 1904 gegründeter Fußballverein aus dem Viertel Villa Crespo der argentinischen Hauptstadt Buenos Aires.

## Geschichte
1931 begründete Atlanta zusammen mit 17 weiteren Vereinen den professionellen Spielbetrieb im argentinischen Fußball. Der Klub war Teil der neugeschaffenen Liga Argentina de Football, die anfänglich noch ohne Sanktionierung durch die FIFA auskommen musste. 1934 fusionierte der Verein kurzfristig mit Argentinos Juniors zu Atlanta-Argentinos Juniors. Die Verbindung wurde aber bereits nach dem 25. Spieltag wieder aufgelöst und die Saison wurde von Argentinos zu Ende geführt. Atlanta wurde für die Saison 1935 wieder als eigenständiger Verein zum Spielbetrieb in der ersten Liga zugelassen.
Als Sieger der Copa Suecia wird der Verein neben River Plate vom Verband als Meister von 1958 geführt.
Atlanta hat zwischen 1931 und 1984 insgesamt 45 Spieljahre in der ersten Liga verbracht. Seit 1985 ist der Verein aber vornehmlich nur mehr in der dritten Spielklasse, der Primera B, anzutreffen.
Die Vereinslegende besagt, dass der Vereinsname von der US-amerikanischen Stadt Atlanta herrührt, die in der Gründungszeit von einem Erdbeben heimgesucht wurde und daher in aller Munde war. Atlanta wird auch „Los Bohemios“ oder „El Bohemio“ genannt, da die Mannschaft bis zur Fertigstellung des eigenen Stadions 1960 seine Heimspiele in häufig wechselnden Spielstätten anderer Vereine austrug.
Traditionell besteht zu den Chacarita Juniors aus einem Nachbarviertel eine große Rivalität. Im Laufe der Zeit entwickelten sich auch die All Boys zu einem besonderen Rivalen.

## Stadion
CA Atlanta trug ab 1960 seine Heimspiele im vereinseigenen Estadio Don León Kolbovsky aus. Das Stadion fasste damals 34.000 Zuschauer. Ab 2006 waren Bestrebungen im Gange, die Holztribünen des Stadions durch Betonkonstruktionen zu ersetzen. Im Mai 2008 wurde das Stadion von der Bonarenser Stadtverwaltung nach Zuschauerausschreitungen im Rahmen eines Spiels gegen die All Boys geschlossen.
Atlanta revertierte einstweilen wieder zum Bohemio-Image und tug die Heimspiele wieder in wechselnden Stadien aus. Oft war dies das Ciudad de Vicente López des vorstädtischen CA Platense, aber auch das Etcheverri von Ferro Carril Oeste wurde häufig benutzt.
Am 29. März 2009 wurde vor 12.000 Zusehern das umgestaltete Estadio Don León Kolbovsky in einer Partie des 32. Spieltages gegen Deportivo Español in der Primera B Metropolitana wiedereröffnet. Es soll dieser Tage etwa 14.000 Zuseher fassen. Der Hauptsitz des Vereins ist auch im Stadion untergebracht.

## Bekannte Spieler
Nationalspieler Domingo Tarasconi begann Anfang der 1920er seine Karriere bei Atlanta, ebenso wie Fernando Paternóster, der von 1921 bis 1926 das blau-gelbe Trikot trug. Luis Artime spielte zwischen 1958 und 1962 für Atlanta. Adolfo Pedernera konnte 1947 für eine Saison zu Atlanta gelotst werden, die Saison endete mit dem erstmaligen Abstieg aus der ersten Liga. Daniel Carnevali, Torwart Argentiniens bei der Fußball-Weltmeisterschaft 1974, spielte 1969 und 1984 bei Atlanta.

## Trainer
- Carlos Mayor (2014)[1]

## Erfolge
- Copa Suecia 1958

## Ligazugehörigkeit
1. Liga: 45 Jahre
- Primera A: (1931-47, 1949-52, 1957-79, 84)

2. Liga: 19 Jahre (bis 2022)
- Primera B Nacional: 5 Jahre (1990/91, 1995/96-98/99, 2011, 2020-...)
- Primera B: 10 Jahre (1948, 1953-56, 1980-83, 1985/86)

3. Liga: 25 Jahre
- Primera B Metropolitana: (1986/87-89/90, 91/92-94/95, 99/2000-10/11, 2012-2019)

Anmerkung: Diese Aufstellung beinhaltet 1934, das Fusionsjahr zwischen Atlanta und Argentinos Juniors.